# Kohtla-Järve FC Lootus
Kohtla-Järve FC Lootus – estoński klub piłkarski z siedzibą w Kohtla-Järve.

## Historia
Chronologia nazw:
- do 1993: Keemik Kohtla-Järve
- 1998–2003: Lootus Kohtla-Järve
- 2004–2005: Lootus Alutaguse
- od 2006: Lootus Kohtla-Järve

Klub został założony w 1993 jako Keemik Kohtla-Järve i występował w najwyższej lidze estońskiej. W latach 1998–1999 klub występował w Esliliiga, a w 2000 ponownie startował w Meistriliiga. W 2003 opuścił najwyższą ligę, a rok później został zdegradowany do trzeciej. Klub przeniósł się do Alutaguse i zmienił nazwę na Lootus. W 2006 powrócił do Kohtla-Järve oraz do Esliliiga, ale w 2007 ponownie spadł do trzeciej ligi. W 2008 awansował do drugiej ligi, a w 2009 do Meistriliiga.

## Sukcesy
- brązowy medalista Mistrzostw Estonii: 1990